# Thelymitra cyanapicata
Thelymitra cyanapicata är en orkidéart som beskrevs av Jeffrey A. Jeanes. Thelymitra cyanapicata ingår i släktet Thelymitra och familjen orkidéer.
Artens utbredningsområde är Sydaustralien. Inga underarter finns listade i Catalogue of Life.